# 霍夫漢尼斯·瓦德瑞斯揚
霍夫漢尼斯·瓦德瑞斯揚（羅馬化：Hovhannes Varderesyan，1989年2月12日—）是一名亞美尼亞摔跤運動員，曾代表國家參加2012年倫敦奧運的66公斤級摔跤比賽，未獲得獎牌。